# Augustin Wibbelt

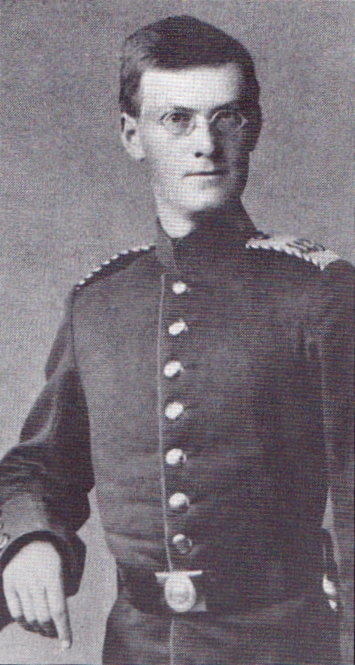
Augustin Wibbelt 1884 in „buntem Rock“

Augustin Wibbelt (* 19. September 1862 in Vorhelm, heute Ortsteil von Ahlen; † 14. September 1947 ebenda) war ein deutscher römisch-katholischer Geistlicher und westfälischer Mundartdichter und -schriftsteller (Münsterländer Platt). Er gilt als „einer der bedeutendsten westfälischen Schriftsteller“.

## Leben
Augustin Wibbelt wurde am 19. September 1862 auf dem Wibbelthof in Vorhelm, einem Bauerndorf östlich von Ahlen, als siebtes von zehn Kindern geboren. Schon als Zwölfjährigen schickte ihn sein Vater für drei Jahre auf die Lateinschule des Vikars im benachbarten Enniger. 1878 trat er in die Obertertia des Gymnasiums Carolinum in Osnabrück ein. Aufgrund seiner hervorragenden Abiturarbeit wurde ihm 1883 die mündliche Prüfung erlassen. Er durfte die Abiturrede halten, von der auch in der Zeitung berichtet wurde: Wibbelt solle seine Aussprache verbessern, da man ihm noch allzu sehr die münsterländische Herkunft anhöre.
1883 nahm Wibbelt das Studium der Philologie in Münster auf, wo er im Sommersemester Mitglied der katholischen Studentenverbindung Unitas Frisia wurde. Doch im zweiten Semester fühlte er sich dazu berufen, Priester zu werden. Sein Vater erlaubte ihm dies nur unter der Bedingung, dass Augustin zuvor ein Jahr Militärdienst leiste. Im Herbst 1884 meldete dieser sich dazu in Freiburg im Breisgau, wo er begann, plattdeutsche Verse zu schreiben, angeregt durch die Alemannischen Gedichte Johann Peter Hebels.
Zurück in Münster setzte Wibbelt sein Theologiestudium fort und trat Ostern 1887 in das dortige Priesterseminar ein. Nach der Priesterweihe am 26. Mai 1888 wurde ihm eine Kaplanstelle in Moers am Niederrhein zugewiesen. Ende 1890 wurde der junge Priester wieder nach Münster versetzt, wo er als Vikar an St. Martini wirkte. Ab 1891 publizierte Wibbelt plattdeutsche Beiträge: Für das wöchentlich erscheinende Ludgerus-Blatt verfasste er bis 1896 neben zahlreichen Artikeln zu weltanschaulichen Themen in hochdeutscher Sprache insgesamt 132 humorvolle Dialoge und Erzählungen in Münsterländer Platt. Er erweckte Figuren wie die Drüke-Möhne oder den Vader Klüngelkamp zum literarischen Leben.
Augustin Wibbelt wurde Ende 1896 nach Oedt am Niederrhein versetzt. Zwei Jahre später war er Kaplan in der Gemeinde St. Joseph in Duisburg. In dieser Zeit veröffentlichte er die ersten seiner Erzählungen in Buchform und promovierte in Tübingen über Joseph von Görres als Literarhistoriker zum Dr. phil.
Auf eigenen Wunsch erhielt Wibbelt die Leitung der kleinen Kirchengemeinde Mehr bei Kleve, in die er am 7. November 1906 eingeführt wurde. Hier wirkte er fast dreißig Jahre lang, bis er im Mai 1935 in den Ruhestand trat und auf den elterlichen Hof nach Vorhelm zurückkehrte. Wibbelt, der für sein dichterisches Werk 1946 den Annette von Droste-Preis der Provinz Westfalen erhielt, starb am 14. September 1947 in Vorhelm. Er wurde zunächst auf dem Friedhof des Ortes begraben, im Jahr 1950 jedoch in seiner eigenen kleinen Kapelle auf dem Hof zur letzten Ruhe gebettet. Diese heißt seither Augustin-Wibbelt-Kapelle.
Wibbelts Romane, zahlreiche Publikationen in Zeitschriften und seine standarddeutschen Veröffentlichungen erreichten in der ersten Hälfte des 20. Jahrhunderts ein großes Publikum. Er wirkte prägend auf viele andere niederdeutsche Autoren, wie etwa Werner Heukamp und Rainer Schepper.

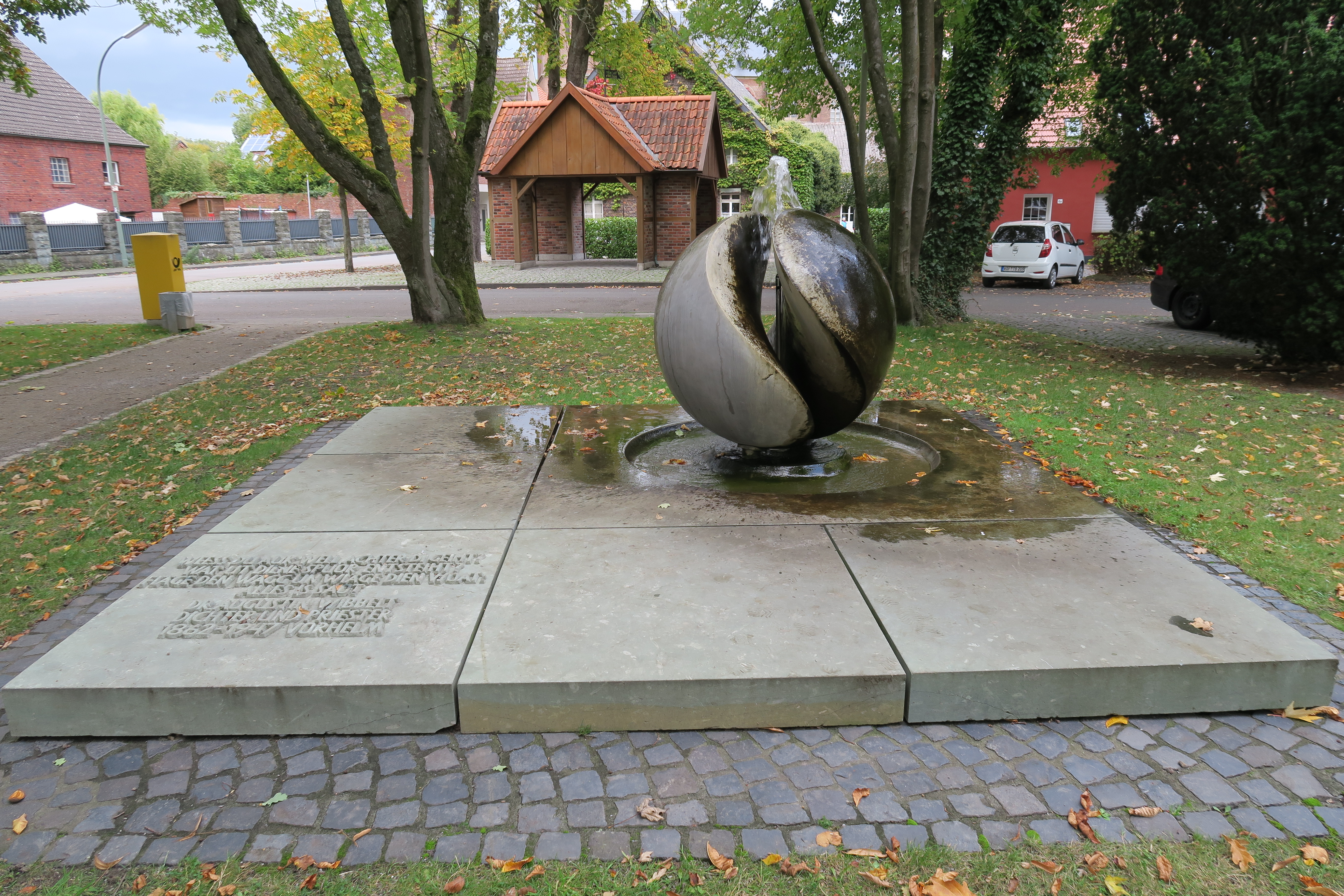
Augustin-Wibbelt-Gedenkstätte in Vorhelm

Der Gedichtband Mäten-Gaitlink (hochdeutsch Märzamsel) gilt als sein wichtigstes Werk. Noch bis ins 21. Jahrhundert lernen Schulkinder, die längst kein Plattdeutsch mehr sprechen, sein Gedicht Dat Pöggsken (Das Fröschlein) auswendig. Diesem Gedicht hat der Vorhelmer Heimatverein mit der Pöggsken-Skulptur am Hellbach ein Denkmal gesetzt. Vor allem in Orten des Münsterlandes sind zahlreiche Straßen nach ihm benannt, aber auch das Augustin-Wibbelt-Gymnasium in Warendorf sowie die Augustin-Wibbelt-Schulen in Vorhelm, Wadersloh und Münster-Roxel. In Vorhelm kann man sich zudem über eine Augustin-Wibbelt-Radtour auf die Spur des Dichters begeben.

## Nachlass
1981 vermachte Anne Aulike, Nichte und Erbin Augustin Wibbelts, dessen Nachlass dem Kreis Warendorf. Einige Stücke aus diesem Nachlass, darunter Möbel und Einrichtungsgegenstände, sind im Museum Abtei Liesborn ausgestellt.

## Ehrungen
- Seit 1986 verleiht der Kreisheimatverein Beckum-Warendorf alljährlich die Augustin-Wibbelt-Plakette für besondere Verdienste um die Heimat- und Kulturpflege im Kreis Warendorf und um die niederdeutsche Sprache und Dichtung.[3]
- Zum 150. Jahrestag seines  Geburtstags am 19. September 2012 und am darauf folgenden Wochenende gab es in Vorhelm und Umgebung viele Feierlichkeiten, die das Wirken Wibbelts ehrten und das Plattdeutsche in das Bewusstsein der Bevölkerung zurückholten.[4]

## Werke

### Literarisches
- De Pastor von Driebeck. Erzählung in niederdeutscher Mundart, Fredebeul & Koenen, Essen, 1908.

### Geistliche Schriften
- Armenseelentrost. 50 Kirchenbesuche zur Gewinnung der vollkommenen Ablässe am Allerseelentage. Schnell, Warendorf, 2. Aufl. 1916.

Die meisten Werke Wibbelts wurden von Rainer Schepper herausgegeben.